# I’m Free (Heaven Helps the Man)
I’m Free (Heaven Helps the Man) – singel amerykańskiego piosenkarza Kenny’ego Logginsa wydany 14 lutego 1984 roku. Utwór napisali Loggins i Dean Pitchford, zaś jego producentami zostali Loggins i David Foster. Piosenka pochodzi ze ścieżki dźwiękowej do filmu Footloose z 1984 roku oraz musicalu o tym samym tytule z 1988 roku.
Utwór dotarł do 22. miejsca notowania Billboard Hot 100 i do 31. miejsca na Canadian Hot 100.

## Lista utworów
7” winyl
1. „I’m Free (Heaven Helps the Man)” – 3:46
2. „Welcome to Heartlight” – 4:18